# Manuel Francisco dos Santos
Manuel Francisco dos Santos (Magé, 28 d'octubre, 1933 – Rio de Janeiro, 20 de gener, 1983), conegut pel sobrenom de Mané Garrincha, o simplement Garrincha (petit ocell), fou un destacat futbolista brasiler que jugava a la davantera, normalment a la posició d'extrem.
Mané és el diminutiu de Manuel. També va rebre els sobrenoms d'Alegria do Povo (Alegria del poble) o Anjo de Pernas Tortas (Àngel de cames tortes). Va morir a l'edat de 49 anys per una cirrosi al fetge, causada per la seva addicció a la beguda.

## Carrera esportiva
Garrincha era un gran driblador (per molts historiadors, el millor de la història del futbol) i tenia un fort xut amb ambdues cames. És considerat per la FIFA com el segon millor jugador brasiler de la història, per darrere de Pelé i, el 1999, obtingué la mateixa posició en una votació de la IFFHS. Entre els fans més veterans del seu país és molt popular i alguns el consideren millor que Pelé.

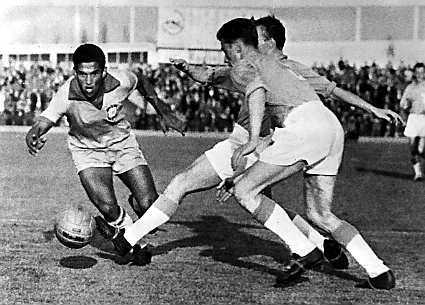
1962

La major part de la seva vida esportiva transcorregué al Botafogo, club de Rio de Janeiro. El 1966, ja en el declivi de la seva carrera, fou venut al Corinthians, amb qui disputaria una única temporada, incorporant-se a la Portuguesa Carioca l'any següent. Un curs més tard fitxà pels colombians de l'Atlético Junior, on va estar-s'hi només unes setmanes, sent contractat a continuació pel Flamengo, on romangué fins al 1969. A començaments dels anys 70, certs rumors el van situar a prop de diversos clubs europeus, com el Red Star FC 93 francès, l'AC Milan italià o el Benfica portuguès, però cap arribà a concretar-se. La seva carrera encara s'allargà fins al 1972, quan jugà per l'Olaria. Ja retirat, va continuar jugant partits d'exhibició fins al 1982.
Garrincha jugà 50 partits internacionals amb la selecció del Brasil entre 1955 i 1966, disputant tres Mundials 1958, 1962 i 1966, guanyant-ne els dos primers. Destacà especialment al Mundial de 1962, on, lesionat Pelé, esdevingué el millor jugador del torneig.
Entre les seves virtuts, van destacar els xuts a porteria amb efecte, en especial la folha seca -quan la pilota cau abruptament.

## Biografia
Va néixer en una família molt humil al districte de Pau Grande, municipi de Magé, estat de Rio de Janeiro (a l'extrarradi de la capital). Una de les germanes va donar-li el seu sobrenom, Garrincha, un petit ocell (Troglodytes musculus) molt comú a la regió.
Una de les característiques més marcants de la figura del futbolista era la forma de les seves cames: totes dues es corbaven cap al costat esquerre i, a més, la cama dreta era sis centímetres més curta que l'altra. Hi ha versions que apunten a que aquesta deformitat era congènita, mentre que altres apunten cap a una poliomielitis infantil.

El matrimoni format per Elza Soares i Garrincha, 1971.

L'èxit de Mané Garrincha en el terreny de joc contrastava fortament amb la seva vida personal. La seva primera muller fou Nair Marques, la seva parella durant l'adolescència. Van tenir nou filles. El 1963 es va separar de Marques i immediatament va fer pública la seva relació amb la cantant Elza Soares, que haurien iniciat un any abans. Soares i dos Santos van contraure matrimoni el 1966.
El futbolista tenia seriosos problemes amb la beguda i es va veure involucrat en diversos accidents de trànsit, sent el més greu el que va patir l'abril de 1969 i on va resultar morta la seva sogra. Garrincha va ser condemnat a dos anys per homicidi, complint-los en llibertat condicional.
La unió amb Elza Soares va ser convulsa, per les constants agressions i traïcions de Garrincha, agreujades per l'alcoholisme sever. Es divorciaren el 1982. Van tenir un únic fill, Garrinchinha (1976-1986). A més dels deu fills que tingué amb ambdues esposes, el davanter en va reconèixer quatre més, fruit de relacions extramatrimonials.
Els últims anys de l'esportista van estar marcats per la seva addició a l'alcohol i la precarietat econòmica, vivint en un pis llogat per la CBF. L'any 82 va ser hospitalitzat fins a vuit cops, per problemes derivats de la beguda. Va finar la matinada del 20 de gener de 1983, en un hospital del barri de Botafogo. Segons l'autòpsia, la causa de la mort fou congestió pulmonar, pancreatitis i pericarditis, dintre d'un quadre d'alcoholisme crònic. Garrincha està enterrat en el cementiri de Magé, on una estàtua recorda la seva figura. Al seu epitafi s'hi pot llegir: "Aquí descansa en pau aquell qui fou l'Alegria del Poble – Mané Garrincha".

## Palmarès
Selecció nacional
- Copa del Món de futbol: 1958, 1962

Clubs
- Campionat carioca: amb Botafogo 1957, 1961, 1962
- Copa O'Higgins: amb Botafogo 1955, 1959, 1961
- Copa Oswaldo Cruz: amb Botafogo 1958, 1961, 1962
- Copa Roca: amb Botafogo 1960
- Torneig Rio-São Paulo amb Botafogo 1962, 1964, 1966

Guardons individuals
- Màxim golejador del Mundial: 1962 (compartit)
- Millor jugador del Mundial: 1962
- Millor jugador de l'any per la revista World Soccer: 1962

## Homenatges
- L'estadi de futbol de Brasília va ser batejat en honor seu amb el nom d'Estadi Nacional Mané Garrincha.[21]
- El Museu d'Esports Mané Garrincha està situat en les instal·lacions de l'estadi de Maracanã.[22]
- L'any 1962, poc després de guanyar el segon Mundial amb la seleção, el futbolista va protagonitzar el primer documental brasiler basat en la vida d'un esportista. Va dur el títol Garrincha, alegria do povo.[23]
- El 2003 va estrenar-se la biopic Garrincha: Estrela Solitária, basada en el llibre homònim de Ruy Castro. Dirigida per Milton Alencar, va comptar amb l'actor André Gonçalves en el paper protagonista.[24]
- L'any 2010, els afeccionats del Botafogo van manar construir una estàtua del jugador davant de l'Estadi Olímpic Nilton Santos. Fa 4,5 metres d'alçada.[25]
- L'escriptor i periodista Carlos Drummond de Andrade, en la seva columna del dia posterior a la mort del futbolista, va dedicar-li aquestes paraules:[26]

| «                                                          | Si hi ha un Déu que reguli el futbol, aquest Déu és sobretot irònic, farsant i Garrincha va ser un dels seus delegats encarregats feia befa de tot i de tots als estadis. Però, com també és un Déu cruel, va treure a l'enlluernador Garrincha la facultat de percebre la seva condició d'agent diví. Fou un pobre i petit mortal que va ajudar un país sencer a sublimar les seves tristeses. El pitjor és que les tristeses tornen i no hi ha un altre Garrincha disponible. Es necessita d'un de nou que ens nodreixi el somni. | » |
| — Carlos Drummond de Andrade, Jornal do Brasil, 21/01/1983 | |   |